# Ophioplinthaca carduus
Ophioplinthaca carduus är en ormstjärneart som först beskrevs av George Richard Lyman 1878.  Ophioplinthaca carduus ingår i släktet Ophioplinthaca och familjen knotterormstjärnor. Inga underarter finns listade i Catalogue of Life.